# Stuart Palmer
Stuart Palmer (21 de junio de 1905-4 de febrero de 1968) fue un popular novelista de misterio estadounidense, autor y guionista, conocido especialmente a través de la protagonista de sus novelas: Hildegarde Withers.
Nacido en Baraboo, Wisconsin, era descendiente de algunos de los primeros colonos ingleses, y a lo largo de su vida realizó numerosos trabajos como marinero, recolector de manzanas, taxista y reportero, antes de dedicarse a la ficción literaria. Su primera novela, "El misterio del pingüino" se publicó en 1931 y filmada el año siguiente por RKO Radio Pictures. La actriz de carácter Edna May Oliver interpretó con éxito a la heroína de Palmer, Hildegarde Withers, una maestra solterona aficionada a la deducción detectivesca - una versión americana de la Miss Marple de Agatha Christie, aunque mucho más cómica y cáustica. El modelo de esta inusual investigadora fue una de sus profesoras de secundaria, según admitió el propo autor. En cuanto a la intervención de la actriz Edna Oliver fue una feliz coincidencia, pues su interpretación en el musical de Broadway “Showboat” parece que también influyó en la creación del personaje de Palmer, de modo que tras el éxito de la primera, la artista protagonizó dos películas más basadas en la misma protagonista de las novelas, pero dejó su colaboración con la RKO en 1935 y las dos actrices que continuaron el personaje no obtuvieron la misma aceptación popular. De todas formas, el triunfo de su primera novela impulsó a Palmer a continuar su labor como escritor, y también a coleccionar imágenes de pingüinos y a diseñar una marca personal con esa ave.
Varias de sus historias se convirtieron también en películas, la mayoría en argumentos de intriga de la llamada serie B, como los tres primeros “Bulldog Drummond” para la Paramount Pictures, “Lobo solitario” para la Columbia y la serie “El halcón” para la RKO. Las novelas de misterio con Hildegarde Withers como protagonista continuaron con "Murder on the Blackboard" (1932), "Murder on Wheels" (1932), "The Puzzle of the Pepper Tree" (1934), "Four Lost Ladies" (1949), y "Cold Poison" (1954). "The People vs. Withers and Malone" (1963) fue una colaboración con Craig Rice en la que se introduce el abogado borrachín J.J. Malone creado por este último como eficaz contrapunto de la acción y finalmente "Hildegarde Withers Makes the Scene" (1969) fue un libro completado por Fletcher Flora, habitual colaborador también de Ellery Queen a la muerte de Palmer y publicada de manera póstuma. Palmer también destacó con historias cortas de Withers que se publicaron en revistas de misterio y algunas presentadas de manera antológica en "The Riddles of Hildegarde Withers" (1947). 
"The Adventure of the Remarkable Worm" es un curioso pastiche humorístico al estilo Sherlock Holmes que se publicó en la antología “The Misadventures of Sherlock Holmes” editada por Ellery Queen en 1944. En 1960, "La Aventura del Hombre Marcado" fue publicada por Palmer en "EQMM” (Ellery Queen's Mystery Magazine). Este breve relato toma de nuevo al detective Sherlock Holmes y su compañero el doctor Watson y los lleva a la villa marinera de Penzance, en Cornualles. Ambos fueron escritos mientras el autor estaba destinado en sus últimos años como instructor del ejército en un cuartel de Oklahoma. Palmer también escribió algunas novelas detectivescas de acción con el personaje principal de Howie Torre, y actuó durante un año como Presidente de la Mystery Writers of America. 